# 9658 Imabari
9658 Imabari eller 1996 DD3 är en asteroid i huvudbältet som upptäcktes den 28 februari 1996 av den japanska astronomen Akimasa Nakamura vid Kuma Kogen-observatoriet. Den är uppkallad efter den japanska staden Imabari.